# والری پکرس
والری پکرس (۱۴ ژوئیه ۱۹۶۷) یک سیاستمدار فرانسوی است که از سال ۲۰۱۵ به عنوان رئیس شورای منطقه ای ایل دوفرانس خدمت می‌کند. زمانی عضو حزب بیا آزاد باشیم بود که در سال ۲۰۱۷ قبل از ترک جمهوری خواهان آن را تأسیس کرد. او از سال ۲۰۰۲ تا ۲۰۰۷ نماینده مجمع ملی برای حوزه انتخابیه دوم ایولین و دوباره از سال ۲۰۱۲ تا ۲۰۱۶، وزیر آموزش عالی و تحقیقات از سال ۲۰۰۷ تا ۲۰۱۱ و وزیر بودجه و سخنگوی دولت از سال ۲۰۱۱ تا ۲۰۱۲ بود. در ژوئیه ۲۰۲۱، پکرس نامزدی خود را برای نامزدی جمهوری خواهان در انتخابات ریاست جمهوری سال ۲۰۲۲ اعلام کرد.در ۴ دسامبر ۲۰۲۱، او توسط کنگره جمهوری خواهان به عنوان نامزد آنها برای انتخابات ۲۰۲۲ انتخاب شد.

## دیدار از ارمنستان و قره‌باغ
در پی سفر والری پکرس، کاندیدای ریاست جمهوری فرانسه به ارمنستان و سپس سفر وی به قره‌باغ، که در تاریخ ۱۲ ژانویه انجام گرفت، الهام علی‌اف رئیس‌جمهوری آذربایجان اعلام کرده بود که: چنانچه ما از سفر غیرقانونی اخیر والری پگرس (به قره باغ) مطلع می‌شدیم، ما وی را آزاد نمی‌گذاشتیم. به دنبال این اظهارات علی‌ف، برونو ریتایو، رهبر نمایندگان حزب جمهوریخواه در سنای فرانسه، دامیان آبادی، رهبر نمایندگان آن حزب در مجلس ملی فرانسه و فرانسوا-کساویه بلامی، رهبر نمایندگان آن حزب در شورای اروپا، به همراهی بیش از ۲۴۲ شخصیت فرانسوی دیگر، طی نامه ایی از مکرون، رئیس‌جمهور فرانسه درخواست نموده‌اند تا الهام علی‌اف را مجبور به عذرخواهی از فرانسه، در خصوص سخنانی که در مورد سفر والری پگرس در روز ۱۲ ژانویه بیان کرده، بنماید.